# Lanark—Frontenac
Pour les articles homonymes, voir Lanark (homonymie), Frontenac et Kingston.
Circonscription électorale fédérale du Canada
Lanark—Frontenac (auparavant Lanark—Frontenac—Kingston) est une circonscription électorale fédérale canadienne située en Ontario.

## Géographie
La circonscription comprend les villes de Carleton Place, Mississippi Mills, Perth et Smiths Falls, et les cantons de Beckwith (en), Central Frontenac (en), Drummond/North Elmsley (en), Lanark Highlands (en), Montague (en), North Frontenac (en), South Frontenac (en) et Tay Valley.
Les circonscriptions limitrophes sont Hastings—Lennox and Addington—Tyendinaga, Algonquin—Renfrew—Pembroke, Carleton, Leeds—Grenville—Thousand Islands—Rideau Lakes et Kingston et les Îles.
En 2015, les circonscriptions limitrophes étaient Leeds—Grenville—Thousand Islands et Rideau Lakes, Kingston et les Îles, Hastings—Lennox and Addington, Carleton, Kanata—Carleton et Renfrew—Nipissing—Pembroke.

## Historique
La circonscription de Lanark—Frontenac—Kingston est créée en 2013 de parties de Carleton—Mississippi Mills, Kingston et les Îles et Lanark—Frontenac—Lennox and Addington.
À la suite du redécoupage de la carte électorale de 2022, la circonscription est renommée Lanark–Frontenac. Elle perd la partie nord de la ville de Kingston.  

## Députés
| Législature | Années        | Député             | Parti | Parti        |
| --- | ------------- | ------------------ | ----- | ------------ |
| Lanark—Frontenac—Kingston issue d'une partie de Carleton—Mississippi Mills, Kingston et les Îles et Lanark—Frontenac—Lennox and Addington |               |                    |       |              |
| 42e | 2015–2019     | Scott Jeffrey Reid |       | Conservateur |
| 43e | 2019–2021     | Scott Jeffrey Reid |       | Conservateur |
| 44e | 2021–2025     | Scott Jeffrey Reid |       | Conservateur |
| Lanark–Frontenac |               |                    |       |              |
| 45e | 2025–en cours | Scott Jeffrey Reid |       | Conservateur |